# Вавилов, Пётр Петрович
Пётр Петро́вич Вави́лов (30 мая 1918 — 15 декабря 1984) — советский учёный в области селекции и семеноводства кормовых культур. Участник Великой Отечественной войны (инженер-капитан). Доктор сельскохозяйственных наук (1964), академик (1973) и президент (1978—1984) ВАСХНИЛ, заслуженный деятель науки РСФСР (1976), член-корреспондент АН СССР с 15 марта 1979 года по Отделению общей биологии (интродукция растений).

## Биография
Родился в городе Городище Пензенской обл. Окончил в 1941 году Московскую сельскохозяйственную академию им. К. А. Тимирязева. Аспирант, ассистент кафедры растениеводства МСХА (1945—1948). Старший научный сотрудник сектора климатологии научно-исследовательской базы АН СССР в Коми АССР, учёный секретарь президиума (1949—1951), заместитель председателя президиума (1951—1956), председатель президиума (1956—1965) Коми филиала АН СССР, одновременно (1962—1965) директор Института биологии этого филиала. Доктор сельскохозяйственных наук (1964). Профессор кафедры растениеводства (1965—1971), ректор (1971—1978), заведующий кафедрой растениеводства (1978—1984) МСХА. Академик ВАСХНИЛ (1973). Президент ВАСХНИЛ (1 августа 1978 года — 15 декабря 1984 года).

## Научная деятельность
Основные научные работы посвящены растениеводству, интродукции, селекции и радиобиологии растений. Учёный особое внимание обращал на проблемы кормопроизводства. Разрабатывал научные основы создания прочной кормовой базы в условиях Севера — вопросы рационального использования занятых паров, обогащения видового состава культурной флоры. Вывел ряд сортов и полигибридов сахарно-кормовой свёклы, впервые в СССР создал односемянный сорт кормовой свёклы. Провёл комплексные исследования действия повышенной естественной и искусственной радиации на различные компоненты природных биогеоценозов.
П. П. Вавилов считается главным виновником широкого распространения борщевика Сосновского, злостного и опасного (для жизни и здоровья человека) сорняка, на территории Европейской части бывшего СССР и восточноевропейских стран-членов СЭВ: ГДР, Болгарии, Венгрии, Польши, Чехословакии. Он защитил диссертацию по этому растению и считал, что урожайность его зелёной массы поможет восстановлению послевоенного сельского хозяйства.
Член-корреспондент АН СССР (1979). Почётный доктор Польской сельскохозяйственной академии в г. Кракове (1978). Опубликовано около 450 научных трудов, в том числе 37 книг и брошюр. Ряд трудов опубликован за рубежом.

## Награды и премии
- Медаль «За победу над Германией в Великой Отечественной войне 1941—1945 гг.»[2]
- Заслуженный деятель науки и техники Коми АССР (1962).
- Заслуженный деятель науки РСФСР (1976).
- Золотая медаль ВДНХ СССР за работы в области интродукции (1976).
- Орден Трудового Красного Знамени
- 7 медалей СССР
- Золотая медаль «За заслуги перед наукой и высшим образованием» Чехословацкой академии сельскохозяйственных наук.
- Золотая медаль «За заслуги» Пражской высшей школы земледелия.
- Золотая медаль «За заслуги перед наукой и образованием» сельскохозяйственной академии в г. Кракове.
- Почётная медаль «За заслуги в области высшего образования и социалистического воспитания» правительства ГДР.
- Орден Отечественной войны II степени (6.4.1985)[6].

## Память
2 сентября 2015 года в г. Смоленске открыта мемориальная доска П. П. Вавилову как основателю Смоленского филиала Московской сельскохозяйственной академии имени К. А. Тимирязева.

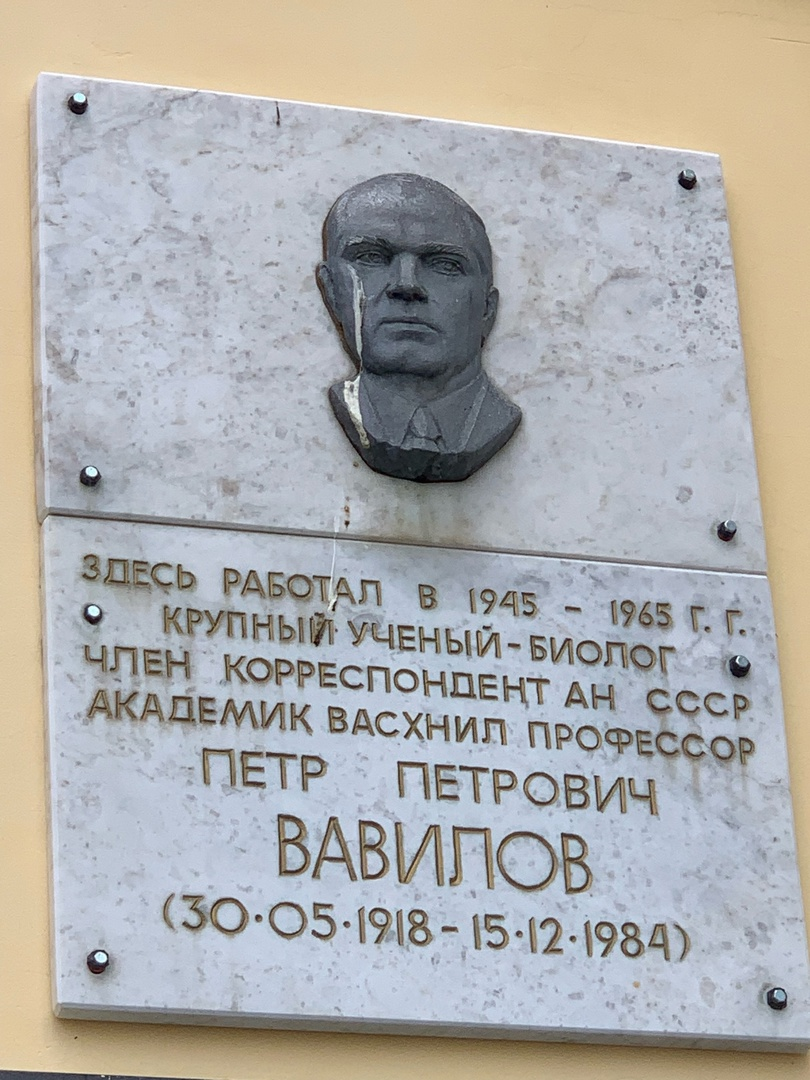
Мемориальная доска Петру Петровичу Вавилову на фасаде здания УрО РАН Республики Коми, Сыктывкар, 2024

Могила Вавилова на Кунцевском кладбище Москвы.

## Основные публикации
- Вавилов П. П., Моисеев К. А. Выращивание кукурузы на силос в условиях Коми АССР. — Сыктывкар: Коми кн. изд-во, 1954. — 24 с.
- Вавилов П. П., Моисеев К. А. Основные агротехнические приемы культуры кукурузы в Коми АССР. — Сыктывкар: Коми кн. изд-во, 1955. — 48 с.
- Вавилов П. П. Силосные растения и их культура в Коми АССР / Коми филиал АН СССР. — Сыктывкар: Коми кн. изд-во, 1956. — 64 с.
- Вавилов П. П., Заболоцкая Т. Г. Занятые пары в Коми АССР: (Некоторые итоги опытных работ). — Сыктывкар: Коми кн. изд-во, 1961. — 40 с.
- Вавилов П. П., Чебыкина Н. В. Удобрения и урожай. — Сыктывкар: Коми кн. изд-во, 1962. — 48 с.
- Моисеев К. А., Вавилов П. П. и др. Новые перспективные силосные растения в Коми АССР: (Итоги опытных работ) / К. А. Моисеев, П. П. Вавилов, Е. С. Болотова, В. А. Космортов. — Сыктывкар: Коми кн. изд-во, 1963. — 240 с.
- Вавилов П. П. Проблема растениеводства в Коми АССР (вопросы биологии, интродукции, агротехники): Доклад … д-ра с.-х. наук. — Сыктывкар, 1964. — 80 с.
- Вавилов П. П., Чебыкина Н. В. Вопросы повышения урожайности сельскохозяйственных культур в условиях Коми АССР / Коми филиал Акад. наук СССР. Ин-т биологии. — Сыктывкар: Коми кн. изд-во, 1966. — 110 с.
- Вавилов П. П. Новые кормовые культуры. — М.: Знание, 1968. — 32 с. — (Новое в жизни, науке, технике; 7. Сельское хозяйство). — 71 400 экз.
- Вавилов П. П., Кондратьев А. А. Новые кормовые культуры. — М.: Россельхозиздат, 1975. — 352 с. — 33 000 экз.
- Вавилов П. П. и др. Растениеводство: Учеб. для студентов… по агрон. спец / В. В. Лукьянюк и др. — М.: Колос, 1975. — 590 с. (Учебник выдержал 5 переизданий)
- Вавилов П. П., Доценко А. И. Памятка по возделыванию борщевика Сосновского. — М.: ТСХА, 1977. — 16 с.
- Вавилов П. П., Филатов В. И. Интенсивные кормовые культуры в Нечерноземье. — М.: Московский рабочий, 1980. — 176 с. — 10 000 экз.
- Вавилов П. П. Наука — сельскому хозяйству. — М.: Знание, 1982. — 64 с. — (В помощь лектору. Б-чка «Союз науки и труда»). — 15 000 экз.
- Вавилов П. П., Скоблина В. И. Урожайность: возможности роста. — М.: Знание, 1981. — 64 с. — (Новое в жизни, науке, технике; Сер. «Сельское хозяйство»; № 11). — 45 950 экз.
- Вавилов П. П., Райг Х. А. Возделывание и использование козлятника восточного. — Л.: Колос, 1982. — 72 с. — (Библиотечка по производству кормов).
- Вавилов П. П., Посыпанов Г. С. Бобовые культуры и проблема растительного белка. — М.: Россельхозиздат, 1983. — 256 с.
- Вавилов П. П. и др. Практикум по растениеводству: По агр. спец / П. П. Вавилов, В. В. Гриценко, В. С. Кузнецов; Под ред. П. П. Вавилова. — М.: Колос, 1983. — 352 с. — (Учеб. и учеб. пособия для высш. с.-х. учеб. заведений). — 30 000 экз.
- Вавилов П. П., Балышев Л. Н. Полевые сельскохозяйственные культуры СССР: Альбом / Худож. Т. Ф. Барышева. — М.: Колос, 1984. — 160 с.

Ответственный редактор
- Новые силосные растения: Матер. 3-го симпоз. по новым силосным растениям. Сыктывкар, 9-13 авг. 1965 г / АН СССР. Коми филиал АН СССР. Ботан. ин-т им. В. Л. Комарова АН СССР; Отв. ред. П. П. Вавилов. — Сыктывкар: Коми кн. изд-во, 1966 (вып. дан. 1967). — 392, [8] с.

Статьи
- Вавилов П. П., Кондратьев A. A. Новые высокопродуктивные кормовые культуры // Некоторые вопросы интенсификации земледелия СССР и ЧССР: (Сб. науч. тр.) / Моск. с.-х. акад. им. К.А. Тимирязева; Ред. колл.: П. П. Вавилов (отв. ред.) и др. — М.: ТСХА, 1977. — С. 20—31. — 160 с.